# Elena Paparazzo
Elena Paparazzo (Roma, 11 maggio 1973) è un'ex cestista italiana.
Ha giocato dal 1994 al 2007 nella Pool Comense nel ruolo di Centro, ed ha fatto parte anche della nazionale femminile. In campo ricopre il ruolo di centro. È alta 193 cm.

## Carriera

### Club
Cresciuta nell'Unione Sportiva San Raffaele Basket, esordisce in Serie A2 nel 1987 con la Cor Roma. Nel 1990 passa alla Virtus Viterbo e nel 1992 all'Ancona. Dal 1994 è alla Pool Comense: con la squadra ha vinto sei scudetti, quattro Coppe Italia, una Coppa Campioni, un Mundialito e cinque Supercoppe Italiane. Nel 2007-08 è stata acquistta da Parma.
La stagione 2009-2010 la disputa, sempre in serie A1, con la maglia dell'Umana Reyer Venezia. Dall'ottobre del 2010 gioca con la Famila Schio;  vince sia il campionato che la coppa.

### Nazionale
Con la Nazionale, sia a livello juniores sia seniores, ha conquistato un argento ai Campionati Europei, un oro alle Universiadi, un argento ai Giochi del Mediterraneo. Le è stato riconosciuto un Oscar del Basket.

## Palmarès
- Campionato italiano: 6 
  - Comense: 5 (1994-2007) - Schio: 2010-'11
- Coppa Italia: 5
Pallacanestro Femminile Schio: 2011

Coppa dei Campioni: 1